# Kılıçaslan, Suluova
Kılıçaslan là một xã thuộc huyện Suluova, tỉnh Amasya, Thổ Nhĩ Kỳ. Dân số thời điểm năm 2010 là 212 người.